# 富山県道228号島地新名線
富山県道228号島地新名線（とやまけんどう228ごう しまじしんみょうせん）は富山県富山市内を通る一般県道である。

## 概要

### 路線データ
- 起点：富山県富山市八尾町島地古島（国道471号交点）
- 終点：富山県富山市八尾町新名字谷本（国道472号交点）
- 延長：12,573m

## 沿革
- 1960年（昭和35年）4月23日 - 認定[1]

## 地理

### 通過する自治体
- 富山県富山市

### 接続する道路
- 国道471号（起点：富山市八尾町島地古島）

この間通行止め区間あり（区間：富山市八尾町布谷 - 富山市八尾町西川倉、延長：1.2km、理由：落石の危険のため、期間：当面の間、迂回路：あり）
- 国道472号（終点：富山市八尾町新名字谷本）